# Martin Buber
  Martin Buber   (pronunciació en alemany: /ˈmaʁtiːn̩ ˈbuːbɐ/) (Viena, 8 de febrer de 1878 - Jerusalem, 13 de juny de 1965) fou un pensador jueu d'origen austríac. La seva família era originària de Lemberg (Lviv, avui Ucraïna), on va passar temps de petit, i l'educaren en la tradició jueva. Però una crisi de fe el 1892 el va dur a llegir Immanuel Kant, Søren Kierkegaard, i Friedrich Nietzsche; parlava jiddisch i alemany, i va aprendre francès i hebreu. Era un sionista cultural, i fou molt crític amb Theodor Herzl. Dirigí les revistes Die Welt (des del 1902), Der Jude (1924) i Die Kreatur (1928). Es dedicà a l'estudi de la tradició hassídica i el 1916 es traslladà a Berlín, on creà una Comissió per a interessar-se per la sort dels jueus de l'Europa Oriental durant la Primera Guerra Mundial. També creà amb Franz Rosenzweig un institut per a l'educació dels jueus adults, col·laborà en la traducció alemanya de l'Antic Testament (1924-54) i el 1930 fou professor a la Universitat de Frankfurt del Main.
Quan Adolf Hitler assolí el poder el 1933 fugí a Palestina, fou professor d'antropologia i sociologia a la Universitat de Jerusalem i hi treballà per l'entesa arabojueva, i fou un dels dirigents del moviment yihud. Orientà la seva reflexió vers els temes de la filosofia de la religió i de la mística jueva, sobretot dels hassidites.
La idea bàsica del seu pensament és la relació jo-tu, en la qual radica l'autenticitat de la persona i que és el centre de la seva concepció de la fe religiosa, de l'home, de la psicoteràpia i de la filosofia social. Es basa en una relació entre dos subjectes que té el llenguatge com a centre i s'oposa a la relació jo-això, que posa en contacte el subjecte amb un objecte i llavors no hi ha interacció sinó apropiació a partir de la raó. Existir és sempre entrar en relació amb altres éssers o cossos, no té sentit parlar d'un jo aïllat perquè per definir-se necessita oposar-se a altres individus o al món. En aquest sentit contradiu Descartes i les seves idees solipsistes.

## Biografia
Martin (nom hebreu: מָרְדֳּכַי, Mordechai) Buber va néixer a Viena en el si d'una família jueva ortodoxa. Buber era un descendent directe del rabí Meir Katzenellenbogen del segle xvi, conegut com el Maharam (מהר"ם), l'acrònim hebreu de Mordechai, H a Rav (el rabí), M eir, de Pàdua. Karl Marx n'és un altre parent notable. Després del divorci dels seus pares quan tenia tres anys, va ser criat pel seu avi a Lemberg (ara Lviv a Ucraïna). El seu avi, Solomon Buber, era un estudiós del Midraix i la literatura rabínica. A casa, Buber parlava ídix i alemany. El 1892, Buber va tornar a la casa del seu pare a Lviv.
Malgrat la putativa connexió de Buber amb la línia davídica com a descendent de Katzenellenbogen, una crisi religiosa personal el va portar a trencar amb els costums religiosos jueus. Va començar a llegir Immanuel Kant, Søren Kierkegaard i Friedrich Nietzsche. Aquests dos últims, en particular, el van inspirar a seguir estudis de filosofia. El 1896, Buber va anar a estudiar a Viena (filosofia, història de l'art, estudis alemanys, filologia).
El 1898 s'incorporà al moviment sionista, participant en congressos i treballs organitzatius. El 1899, mentre estudiava a Zúric, Buber va conèixer la seva futura esposa, Paula Winkler, una brillant escriptora catòlica d'una família de camperols bavaresos que el 1901 va abandonar l'Església catòlica i el 1907 es va convertir al judaisme.
Buber, inicialment, va donar suport i va celebrar la Gran Guerra com una missió històrica mundial per a Alemanya juntament amb intel·lectuals jueus per civilitzar el Pròxim Orient. Alguns investigadors creuen que mentre es trobava a Viena durant i després de la Primera Guerra Mundial, va ser influenciat pels escrits de Jacob L. Moreno, especialment en l'ús del terme trobada.
El 1930, Buber es va convertir en professor honorari a la Universitat de Frankfurt, però va renunciar a la seva càtedra en protesta immediatament després que Adolf Hitler va arribar al poder el 1933. Després va fundar l'Oficina Central d'Educació d'Adults Jueus, que es va convertir en un organisme cada cop més important a mesura que el govern alemany va prohibir als jueus l'educació pública. El 1938, Buber va deixar Alemanya i es va establir a Jerusalem, Mandat britànic de Palestina, rebent una càtedra a la Universitat Hebrea i donant classes d'antropologia i sociologia introductòria. El 1947 es va veure obligat a fugir de casa seva a Abu Tor, Jerusalem, a causa de l'avanç de l’Exèrcit d'Alliberament Àrab. Després de la creació de l’estat d'Israel l'any 1948, Buber esdevé el filòsof israelià més conegut. Després de 1948, Buber va viure a la casa familiar d'Edward Said a Jerusalem.
Buber i Paula van tenir dos fills: un fill, Rafael Buber, i una filla, Eva Strauss-Steinitz. Van ajudar a criar les seves nétes Barbara Goldschmidt (1921–2013) i Judith Buber Agassi (1924–2018), nascudes pel matrimoni del seu fill Rafael amb Margarete Buber-Neumann. L'esposa de Buber, Paula Winkler, va morir el 1958 a Venècia, i ell va morir a casa seva al barri de Talbiya de Jerusalem el 13 de juny de 1965.
Buber era vegetarià.

## Temes principals
L'estil d'escriptura evocador, de vegades poètic, de Buber va marcar els temes principals de la seva obra: la narració de contes hassídics i xinesos, el comentari bíblic i el diàleg metafísic. Sionista cultural, Buber va ser actiu a les comunitats jueves i educatives d'Alemanya i Israel. També va ser un ferm defensor d'una solució binacional a Palestina i, després de l'establiment de l'estat jueu d'Israel, d'una federació regional d'Israel i estats àrabs. La seva influència s'estén per les humanitats, especialment en els camps de la psicologia social, la filosofia social i l'existencialisme religiós.
L'actitud de Buber cap al sionisme estava lligada al seu desig de promoure una visió de l'humanisme hebreu. Segons Laurence J. Silberstein, la terminologia de l'humanisme hebreu es va encunyar per distingir la forma de nacionalisme [de Buber] de la del moviment sionista oficial i per assenyalar com el problema d'Israel no era més que una forma diferent de l'ésser humà universal. En conseqüència, la tasca d'Israel com a nació diferent estava inexorablement lligada a la tasca de la humanitat en general.

## Filosofia
Buber és famós per la seva tesi sobre l'existència dialògica, tal com va descriure al llibre Jo i tu. Tanmateix, el seu treball va tractar una sèrie de qüestions com la consciència religiosa, la modernitat, el concepte del mal, l'ètica, l'educació i l'hermenèutica bíblica.
Buber va rebutjar l'etiqueta de filòsof o teòleg, al·legant que no estava interessat en les idees, només l'experiència personal, i no podia parlar de Déu, sinó només de les relacions amb Déu.
Políticament, la filosofia social de Buber sobre els punts de prefiguració s'alinea amb la de l'anarquisme, tot i que Buber va desautoritzar explícitament l'afiliació durant la seva vida i va justificar l'existència d'un estat en condicions limitades.

### Diàleg i existència
A Jo i tu, Buber va introduir la seva tesi sobre l'existència humana. Inspirat en The Essence of Christianity de Feuerbach i en Single One de Kierkegaard, Buber va treballar sobre la premissa de l'existència com a trobada. Va explicar aquesta filosofia utilitzant les parelles de paraules Ich-Du i Ich-Es per categoritzar els modes de consciència, interacció i ésser mitjançant els quals un individu es relaciona amb altres individus, objectes inanimats i tota la realitat en general. Teològicament, va associar el primer amb el jueu Jesús i el segon amb l'apòstol Pau (antic Saül de Tars, jueu). Filosòficament, aquestes parelles de paraules expressen idees complexes sobre els modes de ser, especialment com existeix una persona i actualitza aquesta existència. Com argumenta Buber a I and Thou, una persona està en tot moment compromesa amb el món en un d'aquests modes.
El motiu genèric que Buber empra per descriure els modes duals de ser és un de diàleg (Ich-Du) i monòleg (Ich-Es). El concepte de comunicació, especialment la comunicació orientada al llenguatge, s'utilitza tant per descriure el diàleg/monòleg a través de metàfores com per expressar la naturalesa interpersonal de l'existència humana.

#### Ich-Du
Ich-Du (jo-tu) és una relació que subratlla l'existència mútua i holística de dos éssers. És una trobada concreta, perquè aquests éssers es troben en la seva autèntica existència, sense cap qualificació ni objectivació de l'altre. Fins i tot la imaginació i les idees no juguen cap paper en aquesta relació. En una trobada Jo-Tu, l'infinit i la universalitat es fan actuals (en lloc de ser merament conceptes). Buber va subratllar que una relació Ich-Du no té cap composició (per exemple, estructura) i no comunica cap contingut (per exemple, informació). Tot i que no es pot demostrar que Ich-Du tnngui lloc com a esdeveniment (per exemple, no es pot mesurar), Buber va subratllar que és real i perceptible. S'utilitzen uns quants exemples per il·lustrar les relacions Ich-Du a la vida quotidiana: dos amants, un observador i un gat, l'autor i un arbre i dos desconeguts en un tren. Les paraules angleses habituals que s'utilitzen per descriure la relació Ich-Du són trobada, trobada, diàleg, mutualitat i intercanvi.
Una relació clau Ich-Du que Buber va identificar va ser la que pot existir entre un ésser humà i Déu. Buber va argumentar que aquesta és l'única manera en què és possible interactuar amb Déu, i que una relació Ich-Du amb qualsevol cosa o qualsevol es connecta d'alguna manera amb la relació eterna amb Déu.
Per crear aquesta relació jo-tu amb Déu, una persona ha d'estar oberta a la idea d'aquesta relació, però no perseguir-la activament. La recerca d'aquesta relació crea qualitats associades a l'Ell i, per tant, impediria una relació Jo-Tu, limitant-la a Jo-Ell. Buber afirma que si estem oberts al Jo–Tu, Déu finalment ve a nosaltres com a resposta a la nostra benvinguda. A més, com que el Déu que descriu Buber està completament desproveït de qualitats, aquesta relació Jo-Tu dura tant com l'individu ho vulgui. Quan l'individu finalment torna a la manera de relacionar-se, això actua com una barrera per a una relació i una comunitat més profundes.

#### Ich-Es
La relació Ich-Es és gairebé l'oposada a Ich-Du. Mentre que a Ich-Du els dos éssers es troben, en una relació Ich-Es els éssers no es troben realment. En canvi, el jo confronta i qualifica una idea, o conceptualització, de l'ésser en la seva presència i tracta aquest ésser com un objecte. Tots aquests objectes es consideren merament representacions mentals, creades i sostingudes per la ment individual. Això es basa en part en la teoria del fenomen de Kant, en què aquests objectes resideixen en la ment de l'agent cognitiu, existint només com a pensaments. Per tant, la relació Ich-Es és de fet una relació amb un mateix; no és un diàleg, sinó un monòleg.
En la relació Ich-Es, un individu tracta altres coses, persones, etc., com a objectes a utilitzar i experimentar. Essencialment, aquesta forma d'objectivitat es relaciona amb el món en termes del jo: com un objecte pot servir als interessos de l'individu.
Buber va argumentar que la vida humana consisteix en una oscil·lació entre Ich-Du i Ich-Es, i que de fet les experiències d'Ich-Du són molt poques i distants. En diagnosticar els diversos mals percebuts de la modernitat (per exemple, aïllament, deshumanització, etc.), Buber creia que l'expansió d'una visió purament analítica i material de l'existència era en el fons una advocació de les relacions Ich-Es, fins i tot entre éssers humans. Buber va argumentar que aquest paradigma devaluava no només els existents, sinó el sentit de tota l'existència.

## Obres
- Die Geschichten des Rabbi Nachman (Història del Rabbi Nachman, 1906)
- Die Legende des Baalschem (La llegenda de Baal Shem Tov, 1908)
- Ich und Du (Jo i Tu, 1923)
- Die chassidischen Bücher (Els llibres dels hassidites, 1928)
- Die Schrift (amb Franz Rosenzweig 1926-1938)
- Què és l'home (en hebreu, 1942),
- Das Problem des Menschen 1948
- Die Erzählungen der Chassidim, 1949
- Reden über Erziehung 1953
- Begegnung. Autobiographische Fragmente (1960).
- Der Jude und sein Judentum, 1963

## Premis i reconeixements
- Va rebre el Premi Erasmus per la seva contribució a la construcció d'Europa.